# Cratere Annabelle
Annabelle è un cratere sulla superficie di Venere.